# Tony Elgenstierna

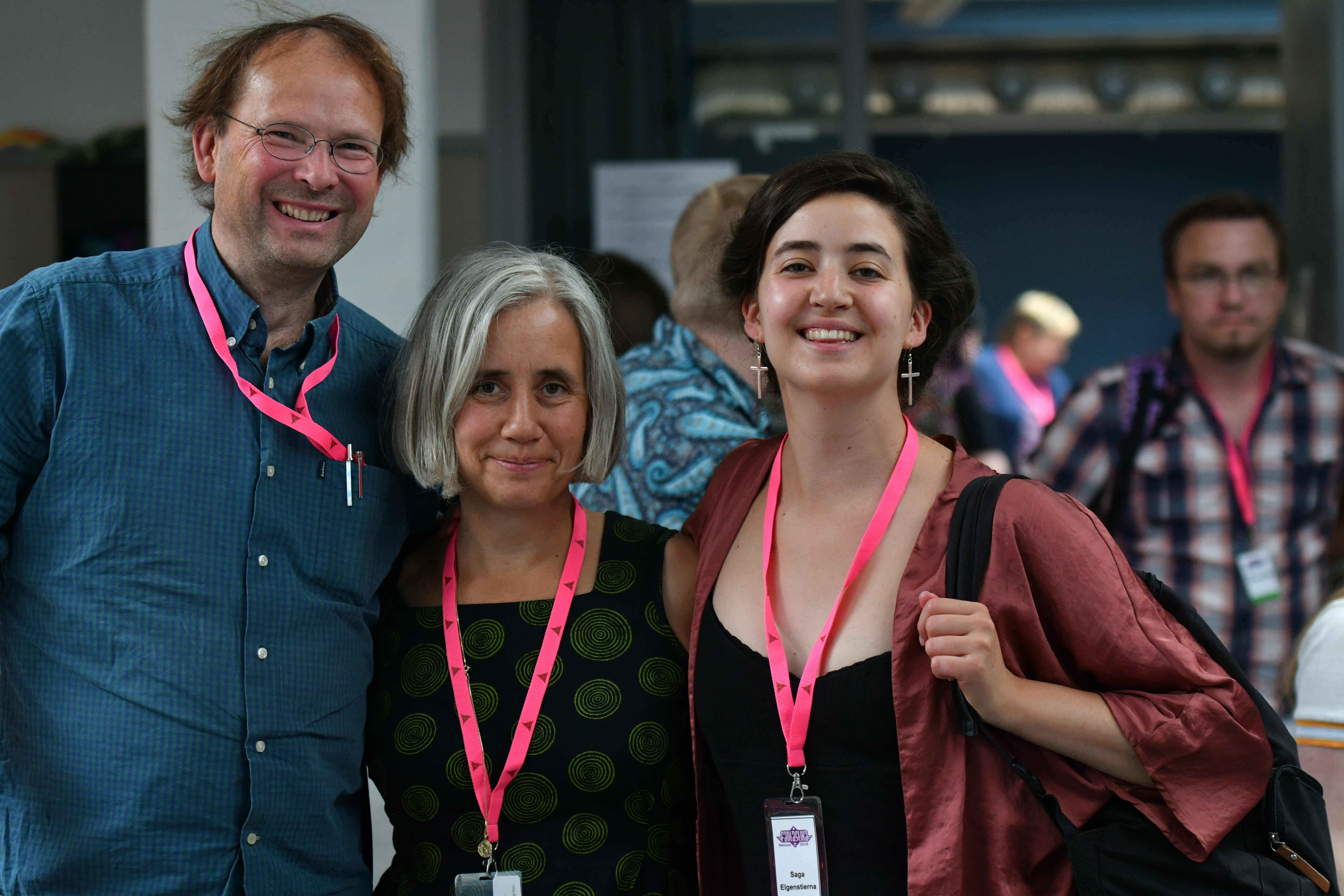
Tony Elgenstierna (vänster) med sin hustru Jessica Elgenstierna och äldsta dotter Saga Elgenstierna på Swecon 2018.

Eric Tony Elgenstierna, född 1964, är en svensk lärare och författare. Han arbetar främst på Rosendalsgymnasiet i Uppsala där han undervisar i svenska, skrivande och historia. Han har skrivit romanen Kvinnor i nöd, utgiven på Alfabeta förlag 2006, Hellbergs Kram – När den sexuella revolutionen nådde barnboken, utgiven på Gidlunds 2012 och romanen Goda råd om hur du ska leva ditt liv, utgiven på Björkmans förlag 2012.
Straffet är första delen i en ljudboksserie om sju värstingtjejer som överlever en apokalyptisk pandemi och sedan försöker bygga upp civilisationen igen. Böckerna som utspelar sig i Uppsala är utgivna av Saga Egmont och består av sju delar.
Tillsammans med Henry Grynnsten har Elgenstierna skrivit Montaigne 2.0, en samling med moderna versioner av 1500-talsförfattaren Michel de Montaignes 107 essäer, utgiven på Björkmans förlag 2021.